# Bénédiction de l'Alpe

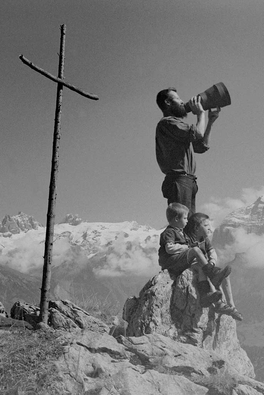
La prière sur l’Alpe en Suisse centrale. Une croix indique le lieu du rituel, alpage au-dessus d’Engelberg, Obwald vers 1940.

L'Alpsegen soit en français la bénédiction alpine ou la prière sur l'Alpe, également appelée Betruf, Ave-Maria-Rufen, Sennen-Ave (au Liechtenstein) ou Sankt-Johannis-Segen, est une prière qui est chantée, dans certaines régions catholiques des Alpes, tous les soirs par le berger sur une petite colline dans son alpage. Il s'agit d'une tradition des armaillis et des bergers qui est pratiquée chaque jour pendant l’estivage et dont les racines remontent à l'époque des Celtes.

## Désignation
En Suisse alémanique, l'appel de protection Schutzruf est généralement appelé l'Alpsegen soit en français la « bénédiction alpine ». En Suisse centrale, le terme « Betruf » est parfois préféré afin qu'il n'y ait aucune confusion avec l'acte de bénir l'alpage au début de l'été (Segnung en Allemand).

## Distribution
Le Betruf est répandue dans les régions montagneuses catholiques de Suisse : dans les cantons d'Uri, Schwyz, Obwalden, Nidwald, dans certaines parties du canton de Lucerne (dans la région du Pilatus et d'Entlebuch), dans le canton de Saint-Gall (Sarganserland), dans le canton d'Appenzell Rhodes-Intérieures et dans certaines parties du canton du Valais (Haut-Valais) et du canton des Grisons (Surselva). Il est également pratiqué dans la Principauté du Liechtenstein, le Vorarlberg en Autriche et l'Allgäu dans le sud de l'Allemagne, notamment en Bavière,.

## Historique
Le Betruf est sans doute l'une des plus anciennes traditions chrétiennes de Suisse. Ce rituel a pour le troupeau de bovins une fonction protectrice similaire à celle de la mélodie des vaches qui était chantée tous les soirs ou jouée sur un instrument à vent (voir Ranz des vaches). Les prédécesseurs des bénédictions alpines sont probablement des bénédictions pour le bétail, pour lesquelles des documents manuscrits du 14e siècle ont été transmis. Sur le territoire de la Suisse actuelle, les Betrufs ont été mentionnés pour la première fois au 16e siècle sur le mont Pilate par le greffier de la ville de Lucerne, Renward Cysat. En 1609, les autorités lucernoises ont interdit le rituel au motif qu'il était païen. Un prêtre jésuite, Johann Baptist Dillier (1668-1745), aurait ensuite réinterprété le texte comme étant chrétien. En 1767, le texte d'un appel à la prière a été enregistré par écrit pour la première fois.

Le poète Heinrich Federer (de) écrit dans « Pilatus », son récit des Alpes :  
J'ai été interrompu par une belle voix masculine, forte et jeune, venant de la montagne. Elle a chanté quelque chose de lent, de grave, de solennel, quelque chose d'une simplicité primitive, comme le son des psaumes ou des plus anciennes chansons folkloriques. Pas un mot, pas une syllabe n'étaient compréhensible. Il semblait s'agir d'une langue ancienne qui n'était plus parlée, une langue aussi vieille que les montagnes ou que le ciel au-dessus d'elles. Oui, la même langue que celle que parlent les montagnes quand elles secouent leurs forêts, lancent leurs avalanches, puis, dans la paix la plus profonde, s'inclinent à la conquête de l'homme. C'était l'appel d'autrefois.
L'appel à la prière, chanté par le berger avec l'entonnoir à lait en bois sur une corniche, commence par l'appel de louange :
Lobä, zuä Lobä! I Gotts Namä! Lobä!
Lobä n'a pas le sens de louange (en allemand loben), mais le mot est utilisé pour désigner les vaches et est d'origine celtique. Les racines du chant remontent donc à l'époque des Celtes. Le Betruf est sans aucun doute une impressionnante relique archaïque avec divers éléments de la longue histoire culturelle chrétienne. Étonnamment, la prière du Betruf est encore très appréciée en tant que prière traditionnelle.

## Forme et contenu
Le Betruf est une tradition des armaillis et des bergers qui est pratiquée chaque jour pendant l’estivage. Il s'agit d'un sprechgesang (chant parlé) en rapport avec le texte, avec une mélodie retentissante et une récitation de psalmodie sans forme de chant. Dans une sorte de récitation de prière, Marie et les saints patrons sont invoqués dans les quatre points cardinaux pour la protection de tous les êtres vivants et des biens de l'alpage.
Le fermier alpin utilise un entonnoir à lait en bois ou en étain (Folle, Milchfolle) pour amplifier sa voix comme un mégaphone, à travers lequel il chante sa demande sur quatre à cinq tonalités de récitation afin de « protéger et préserver tout ce qui appartient à cette région alpine » (motif de la bague en Suisse centrale) ou pour protéger le bétail « de la vengeance du loup » (vor dem Wolf sin Rache) et « de la patte de l'ours » (dem Bäre si Tatze) (Sarganserland).